# Andrea Casiraghi
Pour les articles homonymes, voir Casiraghi.
Andrea Casiraghi, né le 8 juin 1984 à Monaco (à l'hôpital Princesse-Grace), est un homme d’affaires et membre de la famille princière de Monaco. Il est le fils aîné de la princesse Caroline de Monaco ainsi que le petit-fils du prince souverain Rainier III et de son épouse, l'actrice américaine Grace Kelly.

## Biographie

### Famille
Andrea Casiraghi est le fils aîné de la princesse Caroline (devenue princesse de Hanovre par son troisième mariage), et de son deuxième mari Stefano Casiraghi, décédé en 1990 lors d'un accident d'off-shore au large de Monaco. Il a pour parrain son oncle Marco Casiraghi, le frère de son père, et sa marraine est sa tante maternelle, la princesse Stéphanie de Monaco. Il a une sœur, Charlotte Casiraghi, et un frère, Pierre Casiraghi.
Du mariage de sa mère en 1999 avec le prince Ernest-Auguste de Hanovre, il a une seconde sœur, la princesse Alexandra de Hanovre.

### Mariage et descendance
En juillet 2012, il célèbre ses fiançailles avec sa compagne de longue date, Tatiana Santo Domingo, qu'il épouse civilement le samedi 31 août 2013 et religieusement le 1er février 2014 à Rougemont, près de Gstaad en Suisse,.
Andrea et Tatiana ont deux fils et une fille :
1. Alexandre Andrea Stefano Casiraghi, dit Sacha[5] (né le 21 mars 2013 à Londres, Royaume-Uni)[6],[7] ;
2. India[8] Casiraghi (née le 12 avril 2015 à Londres, Royaume-Uni) ;
3. Maximilian Rainier Casiraghi (né le 19 avril 2018 à Londres, Royaume-Uni)[9].

## Activités
En août 2006, Andrea Casiraghi accomplit seul son premier grand rôle officiel en se rendant aux Philippines pour visiter les bidonvilles et soutenir l'action de l'Association mondiale des amis de l'enfance (AMADE) créée par feue sa grand-mère maternelle la princesse Grace de Monaco. Andréa profite de la présence de la presse pour dénoncer publiquement les effets désastreux pour l'environnement et la santé des déchets toxiques abandonnés par les Américains sur leurs anciennes bases militaires de Subic Bay et Clark (Philippines) : « En venant sur place, je veux rappeler aux Américains qu'ils ont une obligation morale envers les Philippins et que le nettoyage de ces deux sites est un impératif pour l'armée américaine », déclare-t-il aux journalistes qui l'accompagnent.
Andrea Casiraghi est le parrain de la Fondation Paralysie Cérébrale depuis sa création en 2006. Sensibilisé par l'un de ses amis lui-même atteint de paralysie cérébrale, le fils aîné de Son Altesse Royale la princesse de Hanovre (née princesse Caroline de Monaco) met sa notoriété et ses contacts en France et à l’étranger au service de la Fondation et de la recherche.

## Les médias
Comme tous les membres de sa famille maternelle, Andrea Casiraghi est à la fois une figure connue de la jet set et une cible privilégiée des paparazzi.
En décembre 2011, il est contrôlé à la vitesse de 200 km/h sur l'autoroute A6 entre Chalon-sur-Saône et Mâcon ; il fait l'objet d'une suspension administrative du permis de conduire pour une durée de cinq mois, et son véhicule, une Audi A6, est immobilisé,.

## Ordre de succession au trône de Monaco
Au décès de son grand-père maternel Rainier III en avril 2005, il est deuxième dans l’ordre de succession au trône de Monaco, juste après sa mère Caroline. Depuis le 10 décembre 2014, après la naissance du prince Jacques et de la princesse Gabriella, enfants légitimes d'Albert II et de son épouse Charlène, il est quatrième dans l'ordre de succession au trône de Monaco.
La presse le gratifie parfois, à tort, du titre de prince qu'il n'a jamais possédé.